# Giovanni Pietro Bellori
Giovanni Pietro Bellori (Roma, 1613 - 1696) fou un pintor i antiquari italià. Va ser un famós historiògraf d'artistes del segle xvii, equivalent al paper que havia tingut Giorgio Vasari un segle abans, segle xvi.
Segons J. Schlosser, Bellori en el s.XVII es va dedicar a la creació d'una obra amb idees diferents a les que s'havien vist anteriorment i per això és considerat un dels més grans historiògraf del seu segle. També defensa que la seva creació mereix ésser tractada de manera diferent a la de la resta.

## Biografia
L'abat Giovanni Pietro Bellori va néixer el 15 de gener del 1613 a Roma, Itàlia, on va morir el 1696 als 83 anys. Va estar a càrrec del seu oncle Francesco Angeloni a partir del 1630. Angeloni fou un home de lletres i escriptor, amb un cert reconeixement cultural i intel·lectual de Roma durant la primera meitat del segle xvii.
Va escriure diferents llibres, comèdies, fins i tot va escriure una òpera, però el que més destaca d'aquest personatge és l'interès que tenia per les col·leccions de monedes i la importància que va tenir com a antiquari. Angeloni va morir i Giovanni va heretar la seva col·lecció de pintures, monedes i tot tipus d'antiguitats, a més del gran interès col·leccionista.
Hem de saber que fou gràcies a Angeloni que Giovanni va tenir l'oportunitat de situar-se en el centre de la vida intel·lectual i cultural de la Roma del segle xvii. Per tant, es va moure en el mateix cercle intel·lectual que el seu oncle amb personatges de cert prestigi com foren Giovann Battista Agucchi, Domenichino, Nicolas Poussin, Charles Errad, entre d'altres. Aquests personatges el van influenciar en la seva ideologia artística la qual es veu reflectida en el seu llibre “Vidas de pintores”.
Tot i que Bellori era un home de lletres i tenia gran interès per les antiguitats, durant un període curt es va dedicar a la pintura en el taller de Poussin i l'estiu de 1635 ho va fer amb Domenichino. Tot i això només ens ha arribat una obra artística de Bellori, en concret un paisatge que va ser gravat per Canini i va ser inclòs a la sèrie anomenada Scherzi di Paesi.
Amb relació a la seva activitat com a escriptor, l'any 1641 va publicar les primeres poesies dedicades a la “Historia Augusta” del seu oncle Angeloni. el 1645 va col·laborar amb F. Perrier en la publicació dels Icone et segmenta illustrisimi e marmore tabularum quae Romae Adhuc exant, una de les primeres mostres relacionades amb l'antiquari. Aquesta versatilitat, el va dur a tenir diferents treballs que van donar-li encara més notorietat dins de la societat intel·lectual de l'època.
El 1664 va ocupar el lloc de director a l'Acadèmia de Sant Lucas, en la que va haver de fer un discurs anomenat Idea. A més va ser escollit pels seus amics francesos, membre honorari de "l'Academie Royale de Pinture" de París. Tenia grans coneixements tot i que va trigar a donar-se a conèixer públicament, ja que sempre es va mantenir en el seu cercle d'amistats més intimes. Als 45 anys va publicar el primer llibre il·lustrat d'art modern i és des d'aquest moment quan dona a conèixer els seus treballs i quan passa a ser considerat un dels antiquaris i crítics per importants de l'art del seu moment. Va ocupar un lloc important no només en el cercle intel·lectual italià sinó també europeu.
El 1670 en Papa Climent X el nombra comissari de les antiguitats de Roma i responsable de conservar el patrimoni arqueològic de la ciutat. El 1677 va treballar com a bibliotecari de la Reina Cristina de Suècia i antiquari de la ciutat de Roma. El 1689 va ser escollit, pel seu cercle d'amics, membre de l'Acadèmia Royal de pintura i escultura de París. Per tant, Bellori es va dedicar a fer diferents publicacions que abastaven des d'estudis sobre historiografia de l'art, fins a la literatura poètica i altres feines relacionades amb el seu àmbit de treball i estudi. Va morir el 19 de febrer del 1696 a la seva ciutat, Roma.

## Pensament estètic
Bellori pretenia crear el mite de la romanitat, la seva idea de bellesa partia de l'antiguitat, aquesta idea estava identificada amb l'existència de la cultura romana. Aquesta cultura es trobava amenaçada en el seu present per diferents potències culturals, nous corrents artístics que a poc a poc s'allunyaven del seu ideal.
El seu projecte per tant es basava en l'exaltació de la seva ciutat, Roma, com també de la seva cultura. El mètode que ell va utilitzar per parlar de l'art modern del seu moment era una manera de donar a conèixer la continuïtat entre l'art de
l'antiguitat i l'art dels artistes de Roma del seu segle. En els seus escrits es veu que és el que realment li interessa. El seu interès se centra principalment amb la Roma de l'antiguitat amb la qual ell se sent identificat, per tant la Roma de Bellori no és la Roma contemporània del segle xvii. En els seus escrits com ell no parla d'esglésies ni monuments que havien estat construïts contemporàniament pel papa de Roma sinó que és cert que fa esment d'algunes de les construccions més modernes només per ressaltar la importància dels seus interior on es podien trobar obres artístiques que si que pertanyien a la seva Roma, la Roma antiga, una Roma interior.

### El corrent classicista
El corrent estètic de Bellori era el classicisme, el classicisme del 1600, més concretament el corrent dels germans Carracci, Annibale i Agostino que es decantaven per un classicisme més eclèctic.
La Roma del 1600 era en si una controvèrsia entre diferents estils artístics, hi havia el manierisme y el naturalisme aplicats al classicisme, però Bellori s'identificava amb un classicisme diferent, un classicisme que es pot anomenar "Classicisme barroc" per la barreja d'ambdós estils a l'hora, és a dir, una pintura d'essència clàssica amb una gama cromàtica més extensa, com el que feien els Carracci.
Bellori així es defineix, seguidor de Raffael, dels germans Carracci, tant d'Annibale com d'Agostino, especialment dels frescos del Palau Farnese, i així es reafirmarà com un esteta clàssic més endavant degut al seu cercle social.
Bellori va exposar la seva teoria de l'estètica en la conferència que va donar en l'Acadèmia de Sant Luca en 1664. Aquesta teoria fundada en els pilars clàssics de l'ordre, la proporció, la raó, regles, decorum, eurítmia, primacia del disseny, perfecció de la natura i monumentalitat artística. Però, així i tot, ell parla que la bellesa de l'art és superior a la de la natura, i que l'art no es tracta en la imitació de la naturalesa si no en la idea.
Bellori va en contra del naturalisme i el manierisme: del grup dels naturalistes identifica a Caravaggio i dels manieristes a Cavaller de Arpino; senyala a Anibale Carracci com al salvador d'aquests dos corrents que ell considerava erronis. Rebutjava al manierisme, ja que ell considerava que el fet de copiar als mestres no produïa obres naturals, sinó obres bastardes. Els motius en contra del naturalisme són més complicades, ja que hi ha d'oposar-se a l'opinió popular que: <<enalteix les coses pintades al natural, posat que pel mateix fet de veure-les semblants a la realitat, aprecia els bells colors i no la bellesa de les formes, que no compren, menyprea l'elegància i aprova la novetat, rebutja la raó i segueix l'opinió, allunyant-se de la veritat de l'art>>que depèn de la idea.
Bellori afirma que hi ha una ciència de l'art pròpia dels savis que es basa en la idea, raó, veritat, elegància i la bellesa de la forma i suposa la ignorància del poble inculte, al qual només li interessa els colors i les novetats. Acord amb el seu enemic, el naturalisme, la idea, raó i veritat són coses divines, i afirma que deu ha enviat a Rafael a la terra, i després de Rafael, Déu envia a un nou restaurador de la pintura: Annibale Carracci. Aquest, segons Bellori, molt influenciat per Rafael. Per altra banda, Bellori va veure en l'art de Caravaggio una rebel·lió contra Rafael i l'estatuària antiga, Domenichino és un gran artista per a Bellori perquè ningú ha pogut idear la història de la mateixa manera que ell, per exemple, Rubens no dibuixa bé, ni de manera natural, sent a vegades fins vulgar, malgrat la seva agilitat i tècnica pictòrica.  

## Influències

### Influències rebudes per Bellori
Les influències de Bellori comencen amb el seu oncle amb qui va créixer admirant l'obra de Raffael, i el seu pare, de qui va heretar una col·lecció d'obres d'autors principalment clàssics, Bellori parla dels germans Carracci, Annibale i Agostino i de Vasari, dels qui va treure'n coneixements i maneres de comprendre l'art. Però el personatges que van influenciar a aquest historiador de l'art en són més.
Bellori va estar en contacte amb personatges com Poussin, que va ésser íntim amic a l'Acadèmia de Sant Luca, qui va ensenyar-li a pintar al seu taller, per tant continuem amb un cercle d'influències clàssiques, ja que Poussin va conèixer l'art dels germans Carracci i va ésser influenciat per aquest eclecticisme.
Per altra banda, en la seva teoria estètica, Bellori parla de les idees, cita al filòsof grec Plató, i l'utilitza per elaborar-la. Bellori diu que tal com Plató explica a la seva teoria de les idees, el món sencer parteix d'idees més perfectes, per tant els pintors el que fan quan pinten és anar a la idea primària, ho visualitzen, llavors al crear-ho al seu cap creen una forma perfecta de la natura, el que fan no és reproduir-la tal com la veuen, veuen la idea de la natura, per tant es creen una idea superior a la bellesa natural. Però Bellori va anar més enllà, va establir que a cada edat i sexe els corresponia una idea diferent de bellesa i que tot i que la idea és superior a la naturalesa encara que l'home s'inspiri en ella per deduir-la. Introdueix aquests factors nous en la seva teoria de la bellesa, és per això que en aquella època van establir termes com Classicisme Barroc, estil sota el qual s'emmarquen també a Poussin, i els Carracci, personatges que tenen influència sobre Giovanni.

### La recepció de la seva obra
Autors com Maratta i el seu deixeble Giuseppe Chiari acudien a Bellori en busca de consells sobre iconografia i sobre qualsevol altres dubtes quan tenien un encàrrec difícil.
La influència de Bellori va augmentar amb els anys. El 1671 va ser nomenat secretari de l'Acadèia di San Luca, i pocs anys després bibliotecari i antiquari de la reina Cristina de Suècia. Aquest personatge va arribar a Roma per primer cop el 1655 després de la seva sensacional conversió al catolicisme als vint-i-vuit anys.
Molt aviat va cridar l'atenció de la societat, i a vegades, la va horroritzar a causa de la seva conducta, però encara i això, va tenir molta influència en els cercles polítics, literaris i artístics. Al Palau Riario a la Lungara va exposar una meravellosa col·lecció de quadres que el seu pare Gustavo Adolfo s'havia emportat de Praga, entre tots ells hi veiem: Rafael, Tiziano, Correggio, Veronès, Rubens i altres grans mestres.
La reina Cristina de Suècia, la qual tenia al seu servei a Bellori, no va encerar a l'hora de parocinar a artistes contemporanis, però quan ell la va aconsellar, els resultats van canviar. Bellori la va animar a apadrinar a Giangelo Canini, un deixeble de Domenichino. El mecenatge de pintors d'aquest artisa va ser de poca importància i la seva influència va ser més notable en el terreny literari, on el portaria a formar la Sociedad de Arcadia, un any després de la seva mort.
Bellori es va ocupar senzillament dels autors que més li agradaven, entre els quals no només italians, sinó flamencs i francesos; d'aquesta manera saciava la necessitat d'universalitat que només podia tenir Roma en aquella època.

## Obres
- L'Idea del pittore, dello scultore e dell'architetto scelta dalle. bellezze naturali superiore alla Natura (1664), (La idea del pintor, del escultor, del arquitecto, seleccionada entre las bellezas naturales superior a la naturaleza) (Roma,1664) discurso-prefacio del libro 'Vite de' pittori, scultori e architecti moderni);[8]
- Vite de' pittori, scultori e architecti moderni (1672), (Vides de pintors, escultors i arquitectes moderns);
- Imagines veterum philosophorum (1685), (Les imatges dels antics filòsofs);
- Veteres arcus Augustorum (1690);
- Admiranda Romae antiquae vetigia (1693);
- Gli antichi sepolcri (1699), (Les antigues tombes);
- la Colonna Antoniniana (1704), (El Colonna Antoniniana);
- Pitture antiche delle grotte di Roma e del sepolcro dei Nasoni (1706), (Antigues pintures a les coves de Roma i de la tomba de Nasoni)

### L'Idea del pittore, dello scultore e dell'architetto scelta dalle. bellezze naturali superiore alla Natura.
L'Idea del pittore, dello scultore e dell'architetto scelta dalle. bellezze naturali superiore alla Natura, (La idea del pintor, de l'escultor i de l'arquitecte seleccionada entre les belleses naturals superior a la naturalesa) va ser un discurs que va donar Giovanni Pietro Bellori a l'Acadèmia Romana de Sant Lucas al maig del 1664.
El plantejament de Bellori en la seva introducció està inspirat plenament en la tradició neoplatònica que havia estat present en el segle anterior. L'artista té una Idea de la bellesa a través de la qual pot corregir la naturalesa, però aquesta Idea és diferent a la que havien tingut altres autors, ja que per Bellori la Idea no es troba innata en el pensament humà sinó que el seu origen prové de la pròpia experiència, d'allò sensible, allò que coneix a través dels sentits. L'elecció d'aquest tema pel seu discurs no és casual sinó que volia establir una solució de continuïtat amb el passat i amb el fundador de l'Academia, Federico Zuccaro el qual va publicar una poesia el 1607 “La Idea del pintor, del escultor y del arquitecto” que al·ludeix al discurs de Bellori.

### Vite de' pittori, scultori e architecti moderni
Bellori és
equivalen a Giorgio Vasari tot i que Vasari fou historiogràfic d'un segle
abans, però hem de saber que Vasari a l'hora de parlar dels diferents artistes,
corrents, etc. Partia d'uns criteris cronològics i geogràfics que foren
utilitzats des d'aleshores en endavant per molts historiògrafs.
Bellori en
canvi parteix de l'existència d'una nova metodologia a l'hora d'explicar en que consisteix una obra d'art. Ell no es basa a explicar, com han fet altres historiadors, les obres dels artistes dels quals parla i a més no ho fa de manera descriptiva. Ell descriu les obres d'una manera diferent i nova; primerament observa els quadres, els descriu detalladament de manera objectiva i fa reflexions sobre ells. Té en compte la distribució dels colors, la força que tenen, la importància de la llum i dels diferents aspectes com l'expressivitat.
Es tracta d'un nou mètode que ajuda a aprendre, ja que es basa en l'anàlisi de l'obra i no pas en la mera descripció d'allò que ell veu amb relació a l'obra. Es basa en la seva experiència, en tot allò que ell coneix, però tot i això necessita algunes fonts i elements que facin creïble aquesta informació i que l'ajudin a defensar la idea que vol donar de cada pintor i les seves obres, per això consta de cartes i testimonis dels propis artistes o de familiars i amics d'aquests.
Bellori parla d'una sèrie d'autors en els seus llibres. Aquesta autors són escollits a partir de les seves raons ideològiques, entre aquests trobem: Annibale Carracci, un pintor boloñés, també escriu sobre la vida de Michelangelo Merigi de Caravaggio un pintor llombard i un dels exponents de l'escola naturalista del s.XVI, el tercer pintor del qual parla Bellori és Peter Paul Rubens, pintor barroc i un dels més populars de l'escola flamenca, per altra banda fa esment d'un altre pintor d'Anvers, de la pintura flamenca com Rubens, Anton Van Dyck, pintor italià de principis del s.XVII i per acabar tracta a Nicolas Poussin, pintor francés també de principis del s.XVII el qual es basa en l'estètica esteticista i classicista.